# Наудерс
Наудерс (нім. Nauders) — громада округу Ландек у землі Тіроль, Австрія.
Наудерс лежить на висоті 1394 м над рівнем моря і займає площу 90,3 км². Громада налічує 1558 мешканців.
Густота населення 17/км².
|                                  |
| Наудерс на мапі округу та землі. |

Адреса управління громади: Nauders 221, 6543 Nauders.

## Клімат
Громада знаходиться у зоні, котра характеризується кліматом полярних пустель. Найтепліший місяць — липень із середньою температурою 14.3 °C (57.7 °F). Найхолодніший місяць — січень, із середньою температурою -4.1 °С (24.6 °F).
| Клімат Наудерса         | Клімат Наудерса | Клімат Наудерса | Клімат Наудерса | Клімат Наудерса | Клімат Наудерса | Клімат Наудерса | Клімат Наудерса | Клімат Наудерса | Клімат Наудерса | Клімат Наудерса | Клімат Наудерса | Клімат Наудерса | Клімат Наудерса |
| Показник                | Січ.            | Лют.            | Бер.            | Квіт.           | Трав.           | Черв.           | Лип.            | Серп.           | Вер.            | Жовт.           | Лист.           | Груд.           | Рік             |
| Абсолютний максимум, °C | 9,9             | 16,1            | 19              | 20,8            | 27              | 30              | 31,6            | 31,7            | 27,4            | 23              | 19,5            | 11,2            | 31,7            |
| Середній максимум, °C   | 0,5             | 2,4             | 6,2             | 9,9             | 15,2            | 18,5            | 21,3            | 20,9            | 17,2            | 11,9            | 4,9             | 0,9             | 10,8            |
| Середня температура, °C | −4,1            | −3,2            | 0,4             | 4,1             | 9               | 11,9            | 14,3            | 13,9            | 10,5            | 6               | 0               | −3,2            | 5               |
| Середній мінімум, °C    | −7,6            | −7,1            | −3,7            | −0,4            | 4,1             | 6,6             | 8,8             | 8,8             | 5,8             | 2               | −3,3            | −6,3            | 0,6             |
| Абсолютний мінімум, °C  | −24,6           | −20,8           | −21             | −10,5           | −7,8            | −1,1            | 0,3             | −0,3            | −4,8            | −10             | −18,4           | −22             | −24,6           |
| Норма опадів, мм        | 42.3            | 36.6            | 37.5            | 35.3            | 64.8            | 84.3            | 100             | 91.9            | 63.7            | 49.5            | 48.6            | 41.1            | 695.6           |
| Днів з опадами          | 5,1             | 6,5             | 4,3             | 3,6             | 5,8             | 4,9             | 5,3             | 4,6             | 4,6             | 4,3             | 4,8             | 4,8             | 58,6            |
| ----------------------- | --------------- | --------------- | --------------- | --------------- | --------------- | --------------- | --------------- | --------------- | --------------- | --------------- | --------------- | --------------- | --------------- |
| Джерело: Weatherbase    |                 |                 |                 |                 |                 |                 |                 |                 |                 |                 |                 |                 |                 |